# Гродно
Гро́дно (бел. Гродна, пол. Grodno, идиш גראָדנע‎, лит. Gardinas) — город в Республике Беларусь, административный центр Гродненской области, а также Гродненского района, в состав которого город не входит. В течение 2014 года город носил звание «Культурная столица Беларуси».
Город расположен в западной части области, на берегах Немана, вблизи границы с Польшей и Литвой (в 15 и 30 км соответственно). Железнодорожный и автомобильный узел. Численность населения — 363 718 человек (на 1 января 2025 года). По этому показателю город является третьим по величине в республике. Площадь города — третья по величине среди всех городских территорий Беларуси, составляет 142,11 км², включая присоединённые в 2008—2009 годах территории величиной более 79 км².
Гродно — один из самых старых городов Беларуси. Он впервые упоминается в древнерусских источниках в 1005 году. Но эти сведения требуют критического подхода: ссылки идут на Киево-Печерский патерик, который с большой долей натяжки можно считать первоисточником. Официальной датой основания города является 1128 год. В середине XIII в. Гродно вошёл в состав Великого княжества Литовского (с 1569 года — часть Речи Посполитой). В результате последнего раздела Речи Посполитой город был присоединён к Российской империи, а в 1801 году стал губернским городом. В 1863 году город был центром антироссийского восстания.
В июле 1920 года город перешёл под советский контроль, но уже в октябре того же года вновь перешёл под управление Польши, в составе которой оставался вплоть до 21 сентября 1939 года, когда был занят советскими войсками и передан в состав Белорусской ССР в составе СССР.
23 июня 1941 года Гродно был оккупирован немецкими войсками. 18 сентября 1941 года Гродно был включён в состав Германии в составе округа Белосток (нем. Bezirk Bialystok). 16 июля 1944 года Гродно был освобождён Красной Армией, 20 сентября 1944 года Гродно стал административным центром вновь образованной Гродненской области. Этот статус город сохранил и после образования Республики Беларусь в 1991 году.
Ведущими отраслями в городе являются машиностроение и металлообработка, химическая, текстильная, кожевенно-обувная, стройматериалов. Наиболее крупное предприятие — ОАО «Гродно Азот» (в состав которого входит ПТК «Химволокно»), обеспечивающее треть промышленного производства города.
Гродно разделён на два административных района — Ленинский и Октябрьский.
Город является одним из важнейших историко-культурных центров Беларуси и одним из старейших городов республики, сохранившим уникальную историческую застройку. В разное время Гродно входил в состав различных государств, перенимая и сохраняя их культуру. В XV—XVIII веках был одной из главных резиденций великих князей литовских. Являлся любимой резиденцией Стефана Батория. В первой половине XVII века был вторым по значимости городом ВКЛ, а во второй половине того же столетия стал фактической столицей (административным центром) этого государства. В XVIII веке находился в одном ряду с Варшавой и Дрезденом, являясь третьей столицей земель, объединённых под властью саксонских монархов Речи Посполитой.

## Этимология
Гродно XII века располагался на пересечении торговых путей и изначально представлял собой небольшую крепость с укреплённым торговым городком. Вероятно от слов «городить», «ограждать» и произошло название города. Такое объяснение названия города дают две легенды. Также существует версия, что название города произошло от названия реки Городня. Не исключают и происхождение названия города от реки Неман, которая раньше называлась Кронон. Про это писал в своих «Записках о Московии» австрийский дипломат Сигизмунд Герберштейн.
Согласно А. Гостеву, топоним Городенъ образован корнем «город» и суффиксом «енъ». Рассуждая об оборонительных функциях тогдашнего поселения, делается вывод, что корень «город» (от глагола городить) значит защита; суффикс «енъ», по утверждению белорусского языковеда П. В. Стецко, придаёт слову город (то есть защита) пространственное значение.
По мнению А. Гостева, в летописных записях XII—XVI веков название Городенъ сохранялось неизменным до середины XVI столетия. После Люблинской унии (1569 год) название стало постепенно сменяться названием Гродна (от пол. Grodno), которое со временем и получило преимущество в официальном использовании. В разговорной речи сначала установилась переходная форма бел. Го́радня, которая перешла к середине XX столетия к бел. Гаро́дня.
Существует версия, что бел. Гаро́дня и бел. Гро́дня придумали писатели Обухович, Богданович, Янка Купала, Короткевич и др.

## Геральдика
Герб утверждён решением Гродненского городского Совета депутатов от 1 октября 1990 года № 41. Зарегистрирован в Гербовом матрикуле Республики Беларусь 15 июля 1994 года № 3.
Флаг учреждён Указом Президента Республики Беларусь от 17 июля 2006 года № 455 и зарегистрирован в Государственном геральдическом регистре Республики Беларусь 1 августа 2006 года № Б-92. Утверждён решением Гродненского городского исполнительного комитета от 15 декабря 2004 года № 957.

## Физико-географическая характеристика
Город расположен непосредственно в координатах 53°40′00″ с. ш. 23°49′00″ в. д. (координаты географического центра города — район улицы Орджоникидзе и Красноармейской).
На этой же широте располагается озеро Байкал, территория Англии и Уэльса, канадский город Квебек и город Уналашка, находящийся на Алеутских островах, относящихся к штату Аляска.
Город расположен в западной части Беларуси, в 274 километрах на запад от Минска.
Город расположен на реке Неман в границах Гродненской возвышенности.
Характер территории определяется Неманом: центральная часть города расположена в Неманской низменности, которая плавно в южном и северном направлении переходит к возвышенности. Именно поэтому в районах Вишневец и Девятовка расположены высочайшие точки города. Местность преимущественно является гористой равниной. Её средняя высота 125—160 метров над уровнем моря, наибольшая — 180 метров (в южной части города), наименьшая — 93 метра. Почва расчленена обрывами и ложбинами.
На севере Гродно (район КСМ) обнаружены залежи мела (меловые карьеры). Также повсеместно существуют запасы силикатных песков, глины, торфа, сапропеля, песчано-гравийных материалов.

### Гидрография
Реки
Река Неман протекает, разделяя город на две части, связанные четырьмя автомобильными мостами, один из которых (Восточный мост) был переделан в 2021 году из недействующего железнодорожного. Самый старый мост был построен в 1909 году, и один действующий железнодорожный. Неман протекает через центр города с юго-востока на северо-запад и, при впадении в него Лососянки, круто поворачивает на север. Долина Немана узкая. В центре города и ниже по течению правый берег выше левого. Берега представляют собой разделённые возвышенности, прорезанные ярами и покрытые перелесками (Румлёво выше по течению, лесопарк Пышки — ниже). Неман судоходный вниз по течению.
Через исторический центр города протекают притоки Немана: Городничанка и Юрисдика, а на окраине — реки Лососянка и Зарница.
Озёра
Естественных озёр в Гродно нет. Однако на территории города имеется искусственное озеро Юбилейное, крупнейший водоём в Гродно. Искусственный водоём расположен около четвёртой гимназии (район улицы Репина), 2 меловых водоёма (Синька и Зелёнка), расположенных также недалеко от района КСМ, и искусственный водоём на территории зоопарка.

### Климат
Климат Гродно — умеренно-континентальный с преобладающим влиянием воздушных масс, которые приносит система циклонов-антициклонов с Атлантического океана. Также на климат Гродно действуют внутриконтинентальные воздушные массы. Обычно мягкая зима начинается в конце ноября и продолжается около трёх с половиной месяцев со средней температурой −2,9 °C (самый холодный месяц — январь). Лето тёплое, влажное, средняя температура +17,1 °C (самый тёплый месяц — июль). Зимой температура ночью в Гродно −5,3 °C, а летом +11,8 °C. Максимальная температура в Гродно: +36,2 °C, отмечена 29 августа 1992 года. Минимальная: −36,3 °C — 1 февраля 1970 года.
| Показатель                    | Янв.  | Фев.  | Март  | Апр. | Май  | Июнь | Июль | Авг. | Сен. | Окт.  | Нояб. | Дек.  | Год   |
| ----------------------------- | ----- | ----- | ----- | ---- | ---- | ---- | ---- | ---- | ---- | ----- | ----- | ----- | ----- |
| Абсолютный максимум, °C       | 15,2  | 15,0  | 24,7  | 29,2 | 32,0 | 34,0 | 35,7 | 36,2 | 34,2 | 25,2  | 17,2  | 12,7  | 36,2  |
| Средний суточный максимум, °C | −1,1  | −0,2  | 4,9   | 12,9 | 19,0 | 21,5 | 23,9 | 23,4 | 17,5 | 11,3  | 4,4   | −0,1  | 11,4  |
| Средняя температура, °C       | −3,4  | −3,1  | 0,8   | 7,3  | 13,1 | 15,9 | 18,1 | 17,4 | 12,4 | 7,2   | 1,8   | −2,2  | 7,1   |
| Средний суточный минимум, °C  | −5,8  | −5,7  | −2,5  | 2,5  | 7,5  | 10,6 | 12,7 | 12,0 | 8,1  | 3,8   | −0,4  | −4,4  | 3,2   |
| Абсолютный минимум, °C        | −33,7 | −36,3 | −26,9 | −9,3 | −6   | −0,7 | 3,0  | −1,4 | −4,3 | −13,5 | −19,8 | −31,5 | −36,3 |
| Норма осадков, мм             | 34    | 29    | 32    | 33   | 55   | 66   | 75   | 57   | 52   | 36    | 42    | 41    | 552   |
| Источник: Погода и климат     |       |       |       |      |      |      |      |      |      |       |       |       |       |

Среднегодовое количество осадков: 545—600 (минимум в феврале — 29 мм, максимум в июле — 77 мм). Коэффициент увлажнения более 1. Снежный покров небольшой.
На территории Гродно и Гродненского района случаются такие природные явления, как смерчи и ураганные ветры (до 20—30 м/с).
| Относительная влажность воздуха Гродно | Относительная влажность воздуха Гродно | Относительная влажность воздуха Гродно | Относительная влажность воздуха Гродно | Относительная влажность воздуха Гродно | Относительная влажность воздуха Гродно | Относительная влажность воздуха Гродно | Относительная влажность воздуха Гродно | Относительная влажность воздуха Гродно | Относительная влажность воздуха Гродно | Относительная влажность воздуха Гродно | Относительная влажность воздуха Гродно | Относительная влажность воздуха Гродно | Относительная влажность воздуха Гродно |
| Показатель                             | Янв                                    | Фев                                    | Мар                                    | Апр                                    | Май                                    | Июн                                    | Июл                                    | Авг                                    | Сен                                    | Окт                                    | Ноя                                    | Дек                                    | Год                                    |
| Влажность воздуха, %                   | 87                                     | 85                                     | 80                                     | 72                                     | 71                                     | 74                                     | 74                                     | 74                                     | 81                                     | 85                                     | 89                                     | 89                                     | 80                                     |
| -------------------------------------- | -------------------------------------- | -------------------------------------- | -------------------------------------- | -------------------------------------- | -------------------------------------- | -------------------------------------- | -------------------------------------- | -------------------------------------- | -------------------------------------- | -------------------------------------- | -------------------------------------- | -------------------------------------- | -------------------------------------- |
| Источник: Погода и климат              |                                        |                                        |                                        |                                        |                                        |                                        |                                        |                                        |                                        |                                        |                                        |                                        |                                        |

Рекордный максимум осадков за сутки — 96 мм (отмечен в июле 2001 года). Рекордный максимум осадков за месяц: 191 мм (отмечен в августе 1932 года). Нижняя облачность составляет 4,5 балла, общая облачность — 6,8 балла.
| Облачность                | Облачность | Облачность | Облачность | Облачность | Облачность | Облачность | Облачность | Облачность | Облачность | Облачность | Облачность | Облачность | Облачность |
| Месяц                     | Янв        | Фев        | Мар        | Апр        | Май        | Июн        | Июл        | Авг        | Сен        | Окт        | Ноя        | Дек        | Год        |
| Общая облачность, баллов  | 7,9        | 7,5        | 6,6        | 6,2        | 6,0        | 6,4        | 6,2        | 5,8        | 6,3        | 6,5        | 7,9        | 8,2        | 6,8        |
| Нижняя облачность, баллов | 6,4        | 5,7        | 4,4        | 3,4        | 3,3        | 3,6        | 3,4        | 2,9        | 3,5        | 4,1        | 6,4        | 7,0        | 4,5        |
| ------------------------- | ---------- | ---------- | ---------- | ---------- | ---------- | ---------- | ---------- | ---------- | ---------- | ---------- | ---------- | ---------- | ---------- |

### Флора и фауна
На территории города расположено несколько парков, частности: Пышки, Румлевский, Жилибера (Швейцарская долина) и Коложский. По этой причине плотность зелёных насаждений в городе велика и представлена такими видами: сосна (крупные сосновые аллеи в Пышках), вяз, клён, каштан, сирень, тополь в лесопарке Румлево, который в 2014 году активно восстанавливался, под угрозой уничтожения находятся вековые дубы. В Коложском парке была высажена «Аллея дружбы», состоящая из экзотических для данной местности деревьев. Были посажены миндаль, гинкго, магнолия, катальпа, тюльпановое дерево, сосна кедровая, бархат и другие.

## История

### От основания до раздела Речи Посполитой
- Гродно на немецкой гравюре конца XVI века
- Город Гродно — гравюра Томаша Маковского. 1600 год
- Вид на Гродно в 1709 году
- Вид на Гродно в 1729 году

Гродно — один из старейших городов на территории Беларуси. Первые славянские поселения на территории будущего Гродно появились в X веке. В XII веке на месте этих поселений возник город, располагавшийся на пересечении торговых путей, и изначально представлявший собой небольшую крепость (Городенский детинец) с укреплённым торговым городком.
Город известен с 1128 года как центр удельного древнерусского княжества. В Радзивилловской и Лаврентьевской летописях упоминается как Городен, чей князь, Всеволод Городенский, был послан на полоцкие земли великим князем Киевским Мстиславом Владимировичем.
В Ипатьевской летописи под 1183 годом сообщается: «Городенъ погорѣ
всь и ц(е)ркы каменая от блистания молниѣ и шибения грома». На протяжении всего XII века летописи фиксируют «подчинённое положение городенских князей по отношению к Киеву».
В XII—XIV веках Городен был столицей Городенского княжества. Пограничный статус города обусловил особое внимание к его укреплениям. Уже в XII веке тут существовали каменные укрепления — стены детинца. Известна также Гродненская школа зодчества, связываемая с именем Петра Милонега. Одной из построек этой школы является Коложская церковь (XII век).
В Великом княжестве Литовском в XIII—XIV вв. город Городен являлся форпостной крепостью на границе с Тевтонским орденом вследствие чего город неоднократно захватывали и разоряли крестоносцы.
В первой половине или около середины XIII века Городен и Городенское княжество вошли в состав Великого княжества Литовского. В 1241 году, во время предполагаемого княжения Юрия Глебовича, город был, предположительно, разорён татарами. Многие исследователи ставят факт захвата города татарами под сомнение. Также земли города не раз опустошала дружина князя Даниила Галицкого, а начиная с 1284 года — войска крестоносцев, в частности Тевтонского ордена. Примерно в 1300 году каштеляном (старостой) Городена становится князь Давид Городенский. Под его руководством город отражал все атаки крестоносцев.
После смерти великого князя Гедимина (1341 год), городенское княжество стало одним из уделов его сына Кейстута. Кейстут передал его своему сыну Патергу.
Около 1376 года Городен перешёл во владение князя Витовта, который после 1392 года сделал этот город одной из главных своих резиденций. В краеведческой литературе Гродно нередко именуют второй «столицей» великого князя (после Трок). Под именем Городець на Немнѣ Гродно упоминается в разделе «литовские города» в летописном «Списке русских городов дальних и ближних», датируемом концом XIV века.
После прихода Витовта к власти в Великом княжестве Литовском (1392 год) Городенское княжество стало непосредственным великокняжеским владением и было преобразовано в наместничество. С 1413 года Городенский повет входил в Трокское воеводство, которое было образовано из Городенского и Трокского княжеств, а Гродно как центр Городенского повета стал поветовым городом Трокского воеводства. В Гродно, в 1424 году, правитель принимает пражских послов, желающих короновать его королевской короной Богемии. Кроме того, по некоторым данным именно в Гродно Витовт отмечал многие праздники, в частности, праздновал свою женитьбу на Ульяне Гольшанской.
Немало внимания городу уделял и король польский и великий князь литовский Ягайло, который зачастую останавливался в гродненском замке во время визитов в ВКЛ.
После Витовта Гродно продолжал пользоваться вниманием правителей, в частности тут часто бывал великий князь Свидригайло.
В 1391 году, вторым (на территории современной Республики Беларусь) после Берестья, городу было даровано неполное, а в 1496 году — полное магдебургское право. Полное магдебургское право Городену дал князь Казимир. Официально город получил магдебургское право в 1496 году, когда князь Александр подтвердил привилей Казимира, тогда в городе появился собственный герб и магистрат.
Часто бывал в Гродно великий князь литовский и король польский Казимир Ягеллончик. В 1484 году в Гродно скончался его сын и тёзка Святой Казимир, а в 1492 и сам польский и литовский монарх.
В 1494 (по другим данным 1495) году великий князь Александр Ягеллончик выдал грамоту на основание монастыря бернардинцев в Гродно. В последующие годы в городе появятся многие представители католических монашеских орденов, стараниями которых будут основаны монастыри и костёлы.
В 1567 году Сигизмунд II Август принял в Гродно несколько посольств иностранных государств. Этот момент запечатлён на известной гравюре Цюндта. Кроме того, в Гродно монарх вёл подготовку к очередной польско-литовской унии.
В 1570 году появилось первое упоминание об организации цехов в Городене.
Польский король и великий князь литовский Стефан Баторий после 1576 года перестроил в собственную королевскую резиденцию (Старый замок) в стиле ренессанс Гродненский замок, где прожил последний год своей жизни. В этот период Гродно стало фактической столицей Речи Посполитой. В Гродно король скончался и был, согласно своему желанию, похоронен (позднее перезахоронен в Кракове).
Владислав IV уделял немало внимания гродненской резиденции: принимал здесь, в 1633 году, посольство Венеции, а в 1639 делегацию Брандербурга. Именно в Гродно король принял решение о династическом браке с Цецилией Габсбург.
После Тринадцатилетней войны было разрушено[насколько?] столичное Вильно, а административный центр переместился в Гродно. Город, таким образом, стал фактической столицей ВКЛ. В 1673 году было принято решение о проведении в нём каждого третьего сейма Речи Посполитой.
Во время Северной войны город в 1702—1708 годах несколько раз переходил из рук в руки, был разрушен и разграблен шведскими войсками, а в 1709—1710 годах пережил эпидемию чумы. В связи с военными действиями в районе Гродно в сентябре 1705 года сюда приезжал Пётр I и встречался с польским королём Августом II. Кроме того, считается, что оба монарха принимали участие в освящении иезуитского костёла. По некоторым данным, именно в Гродно Пётр I провёл больше всего времени во время своих визитов в ВКЛ. Город стал своеобразным штабом для подготовки боевых действий против шведов. Царь вынужден был быстро покинуть город перед стремительной атакой шведского отряда во главе с Карлом XII, который лично участвовал в бою и убил нескольких российских солдат.
Два саксонских монарха Речи Посполитой, происходившие из династии Веттинов не раз бывали в Гродно и обустроили для себя два королевских дворца. Август Сильный приспособил для своих нужд дворец Сапег, так называемую Баториевку, а его сын Август III возвёл Новый замок.
Во второй половине XVIII века город становится центром экономических реформ фактического наместника короля в ВКЛ, Антония Тизенгауза, чья деятельность имела некоторые позитивные последствия для Гродно, несмотря на в целом неудачную попытку Тизенгауза преобразовать довольно отсталую экономику края. Политическое значение города в этот период ещё укрепляется, и в сознании современников он воспринимается как вторая (после Варшавы) столица страны.
Гродненский сейм 1793 года, на основе Городенского повета Трокского воеводства, создал Гродненское воеводство с центром в Гродно. 27 мая 1793 года в Гродно в здании Нового замка состоялся последний сейм Речи Посполитой (так называемый «Гродненский сейм»), утвердивший второй раздел Речи Посполитой, отменивший Конституцию 3 мая. В 1795 году, в результате третьего раздела Речи Посполитой, восточная часть воеводства, в том числе и Гродно, была аннексирована Российской империей.
В 1794 году Гродно был занят повстанцами во время восстания Тадеуша Костюшко, который встречался с руководителями антироссийского сопротивления в гродненском Новом замке. Гродно становится одной из резиденций главного органа исполнительной власти Литвы — Центральной депутации ВКЛ.
После подавления восстания Костюшко, по указу Екатерины II, Гродно стал первым центром всего литовского генерал-губернаторства, которое называли также Литовским княжеством или герцогством. Однако такое положение вещей было недолгим, вскоре местом пребывания генерал-губернатора был назначен более крупный город — Вильнюс.
25 ноября 1795 года в гродненском Новом замке отрёкся от престола последний правитель Речи Посполитой Станислав Август Понятовский.

### В составе Российской империи
В 1801 году Гродно стал центром Гродненской губернии. Первым губернатором стал действительный статский советник Кошелев Дмитрий Родионович. Продолжали развиваться мануфактуры, в том числе работающие на вольнонаёмном труде.
28 июня 1812 года, во время Отечественной войны 1812 года, в Гродно вступили войска правого крыла Великой армии Наполеона Бонапарта.
В целом католическая община Гродненщины приветствовала приход французских войск, обещавших восстановление независимости Литовского княжества.
Гродно на короткое время вошёл в состав Литовского герцогства; в городе были созданы отряд Национальной гвардии герцогства из 290 человек и жандармерия из 856 человек, также произведён набор рекрутов в литовские пехотные и кавалерийские части. Мобилизованные в составе французской армии они участвовали в боях с российской армией на заключительном этапе войны 1812 года, а также в кампаниях 1813 и 1814 годов.
В XIX веке в городе наблюдалась тенденция к русификации и дискриминации польскоязычного населения, а также к усилению позиций православной церкви. Один из костёлов — Фара Витовта — был превращён в православный Софийский собор.
Во время Польского восстания 1830—1831 годов в районе Гродно действовали отряды повстанцев.
В 1862 году через город прошла Петербурго-Варшавская железная дорога, способствовавшая развитию ремесленных мастерских, деревообрабатывающей и табачной промышленности.
В 1863 году Гродненская губерния была затронута восстанием под руководством Кастуся Калиновского. Калиновский вместе с Валерием Врублевским создал в Гродно боевую организацию «Гродненский подпольный комитет».
1885 году исторический центр Гродно был разрушен в результате большого пожара. В 1907 году начато строительство первого железобетонного шоссейного моста. Он был сдан 24 июля 1909 года.
К исходу XIX века в городе были 2 гимназии (мужская и женская), несколько училищ, городской театр, 3 клуба, 4 типографии, 6 библиотек, 5 банкирских контор, 56 фабрик и заводов (в том числе чугунолитейный завод), 3 лечебницы и 4 аптеки.

### В эпоху Первой мировой войны, межвоенный период
В 1912 году в Гродно была построена дизельная электростанция с двумя генераторами постоянного тока. К 1915 году в Гродненской губернии было построено 99 электрических станций суммарной мощностью более 6360 кВт.
В 1912 году императором Николаем II был подписан указ о строительстве в Гродно фортовой крепости. Строительные работы продолжались вплоть до августа 1915 года. В ходе Первой мировой войны в сентябре 1915 года город был захвачен германской армией; при отступлении русские войска уничтожили шоссейный, железнодорожный и три деревянных моста. Практически все укрепления крепости также были взорваны.
1 декабря 1918 года город Гродно вместе с Гродненской губернией вошёл в состав Литвы, а 10 апреля 1919 года был занят Польшей.
По условиям мирного договора между Литовской Республикой и РСФСР от 12 июля 1920 года Гродно должен был отойти к Литве. В ходе советско-польской войны уже признанный за Литвой город в июле 1920 года заняла Красная Армия, которая удерживала город 4 месяца, но в октябре он был вновь оккупирован польскими войсками.
В 1921 году город согласно Рижскому мирному договору реально отошёл к Польше, хотя официально РСФСР и дальше считала оккупированные Польшей территории частью Литовской Республики, а территорией Польши признала только узкую полосу между московским мирным договором от 12 июля 1920 г. утвержденной границей Литвы и границей РСФСР. Административная и экономическая активность в городе упали, фактически перейдя к Белостоку, в который была перенесена столица воеводства. К концу 1920-х годов в городе удалось восстановить промышленность и инфраструктуру. В частности, были созданы Кресовая фабрика велосипедов и мотоциклов «Неман», пивоварни Марголиса, Слуцкого, Дойлиды. Уже к 1926 году население города составляло 40 тысяч человек, по сравнению с 34 тысячами (1921), а к 1931 году составляло уже 49 тысяч человек.

### Вторая мировая война
17 сентября 1939 года частями Белорусского фронта началась операция по воссоединению Западной Белоруссии с Восточной. Накануне вступления в город частей РККА произошёл Гродненский погром (1939).
22 сентября 1939 года после раздела Польши между нацистской Германией и СССР, Гродно, после двухдневного сопротивления частей Войска Польского, был включён в БССР. Согласно некоторым источникам, после включения Гродно в состав БССР, в городе прошёл совместный советско-германский «парад победы», который с советской стороны принимал Василий Иванович Чуйков. Другие источники опровергают данную информацию, утверждая, либо что совместных парадов не было, либо что они были не совместными, а последовательными
Гродно находился под немецкой оккупацией 3 года и 1 месяц — с 23 июня 1941 года до 24 июля 1944 года.
Гродно был центром партизанского движения и подпольного движения, а на территории современной Гродненской области действовало более 17 тысяч партизан.
В Гродненском гетто — одном из крупнейших в оккупированной Европе, были убиты более 20 000 евреев.
В ходе Вильнюсской и Белостокской операции 1944 года Гродно был освобождён войсками 3-го Белорусского фронта: 16 июля — правобережная часть Гродно, отмечается официально как день освобождения города; 24 июля — левобережная часть.

### Советский период
После освобождения от германской оккупации в июле 1944 года, жителями города был создан комитет, который предпринимал действия с целью вернуть Гродно в состав Польши, организуя направление обращений с данной просьбой бывших польских граждан в польские учреждения. Однако в городе были восстановлены органы власти СССР. С сентября 1944 года Гродно — центр Гродненской области Белорусской ССР.
В Гродно окружной прокуратурой, действовавшей на территории довоенного Гродненского повета, по состоянию на 15 сентября 1945 года были зарегистрированы 98 985 человек кандидатов на репатриацию в Польшу, из них реально выехали в Польшу 23,3 % (23 тыс.). На рубеже 1945/1946 годов регистрация была возобновлена, регистрация учла 143,3 тыс. потенциальных репатриантов, из которых выехали в Польшу 20,4 % (29 тыс.).
В 1961 году, в рамках всесоюзной кампании по борьбе с религией, советские власти приказали взорвать старый костёл XIV века (Фара Витовта), официально по причине его аварийного состояния. Также в послевоенный период было снесено значительное число исторических зданий, был разобран монастырь бернардинок, на месте которого в 1977—1984 возвели здание областного драматического театра, ряд других достопримечательностей. В планах реконструкции города, которые принимались в 1960-х годах, был полный снос некоторых исторических кварталов, однако им не суждено было сбыться.
Быстрое восстановление разрушенной немецкими войсками промышленности и активное строительство инфраструктуры (в том числе водоотведения) способствовало развитию города.
25 сентября 1978 года Гродно был награждён орденом Трудового Красного Знамени, за огромные успехи, достигнутые в хозяйственном и культурном строительстве, а также за 850-летие со дня основание города.

### В составе Республики Беларусь
С 1991 года Гродно в составе Республики Беларусь.
2001: Советом Министров Республики Беларусь было принято решение о возведении Мемориального ансамбля воинам-пограничникам. Мемориал был торжественно открыт 22 июня 2004 года.
С 2003 года в рамках программы по благоустройству белорусских городов начаты активные работы по восстановлению исторического облика города. Обсуждается вопрос о восстановлении фасада ратуши и Фары Витовта, однако главной проблемой является нерешённость главного вопроса: к какой конфессии будет принадлежать реконструированный храм.
2006: Учреждён флаг города Гродно (Указ Президента Республики Беларусь от 17 июля 2006 года № 455).
2007: Учреждена Книга славы города Гродно.
2008: 2 мая территория города была увеличена за счёт присоединения ближайших населённых пунктов (деревни Аульс, Барановичи, Вишневец, Головичи, Грандичи, Девятовка, Дмитриевка, Дуброва, Заболоть, Зарица, Колбасино, Кульбаки, Лапенки, Лососна, Малаховичи, Малыщина, Новики, Островок-2, Подкрыжаки, Понемунь, Скоморошки, Солы и Чещавляны, посёлки Фабричный и Южный).
В 2008 году завершена реконструкция Старого моста через реку Неман. Реконструкция увеличила пропускную способность моста, расширив его до четырёх полос.
2009: В связи с празднованием 65-й годовщины освобождения Республики Беларусь от немецко-фашистских захватчиков и в целях увековечения подвига воинов Красной Армии, партизан и подпольщиков Гродно награждён вымпелом «За мужнасць і стойкасць у гады Вялікай Айчыннай вайны» (Указ Президента Республики Беларусь от 29 июня 2009 года № 355).
2011: Часть деревни Большая Ольшанка Гродненского района включена в городскую черту Гродно.
2012: 1 июня была открыта первая кольцевая дорога вокруг города, общая протяжённость которой составляет 20,3 км.
2014: Гродно объявлен Культурной столицей Республики Беларусь. 10 августа 2014 года Скидель придан статус города-спутника Гродно.
2018: открыт памятник князю Давиду Городенскому.
2019: 18 мая Гродно принял эстафету огня II Европейских игр.
2020: в парк имени Жилибера открыли колесо обозрения. Установлен памятник святому Губерту. В период после выборов президента Республики Беларусь Гродно стал одним из центров протестов в Беларуси. Самая многочисленная протестная акция произошла 16 августа и в ней приняло участие около 30 тысяч участников.
2021: Гродно присуждён статус «Молодёжная столица Беларуси-2021». Открыт автомобильный мост Восточный через Неман.
2023: После ремонта открыт Поповичский мост. Гродно отмечает 895-летие. С 4 по 14 августа 2023 года в Беларуси пройдут II Игры стран СНГ 2023. Состязания пройдут в 11 городах Беларуси по 20 видам спорта (Указ Президента Республики Беларусь от 13 мая 2023 года № 134). Гродно определён местом проведения Игр по хоккею на траве и тяжёлой атлетике. Место проведения — Стадион «Неман» ГОКЦОР (хоккей на траве), Ледовый дворец спорта (тяжёлая атлетика).
7-9 сентября 2023 года День города Гродно. Гродно отмечает 895-летие.
- Правобережный Гродно
- Улица Стефана Батория и Советская площадь

## Население
Численность населения — 363 718 человек (на 1 января 2025 года).
За 2016 год рождаемость в Гродно составила 14,6 рождённых на 1000 человек (увеличение 0,4 по сравнению с 2015 годом), смертность — 8,0 умерших на 1000 человек (уменьшение на 0,3 умерших по сравнению с 2015).
Естественный прирост составлял 2404 человека или 6,6 на 1000 жителей в 2016 году.
Миграционный прирост населения Гродно за первое полугодие 2015 года составил 668 человек и по сравнению с аналогичным периодом прошлого года увеличился в 3,1 раза.
Динамика численности населения
Население города интенсивно росло в период после окончания Великой Отечественной войны и на 1 июля 2017 года достигло 368 662 человека.
По состоянию на 1 января 2024 года город является третьим по населению в Беларуси, превосходя областные центры: Брест, Могилёв и лишь незначительно Витебск. Плотность населения Гродно равнялась 2594 чел./км² в 2012 году.
| Год оценки или переписи           | 1588  | 1859 | 1868 | 1897 | 1913 | 1931 | 1939 | 1956 | 1965 | 1980 | 1985 | 2005  | 2009  | 2015  | 2016  | 2018  | 2019  | 2022  | 2023  | 2024    | 2025     |
| --------------------------------- | ----- | ---- | ---- | ---- | ---- | ---- | ---- | ---- | ---- | ---- | ---- | ----- | ----- | ----- | ----- | ----- | ----- | ----- | ----- | ------- | -------- |
| Численность населения (тыс. чел.) | ок. 4 | 19,3 | 24,1 | 46,9 | 63   | 49   | 57,2 | 65   | 98   | 202  | 247  | 317,3 | 338,2 | 361,4 | 365,6 | 370,9 | 373,5 | 357,5 | 358,7 | 361,115 | ↗363,718 |

Конфессиональный состав Гродненского района схож с городским: более 70 % называют себя верующими, из них более половины — католики, более 40 % — православные. В городе существует еврейская община, насчитывающая несколько сот человек, имеющая синагогу.
Согласно переписи 2009 года из 327 540 человек родным языком 111 953 указали белорусский, а 194 798 человек — русский, 23 082 человека разговаривают дома на белорусском, а на русском — 287 267 человек.
Неравным является в городе соотношение мужчин и женщин: мужчины составляют 46,6 % жителей, женщины — 53,4 %. Средняя продолжительность жизни жителей Гродно составила примерно 74,7 года.
| Национальный состав по переписи 2009 года | Национальный состав по переписи 2009 года | Национальный состав по переписи 2009 года | Национальный состав по переписи 2009 года | Национальный состав по переписи 2009 года | Национальный состав по переписи 2009 года | Национальный состав по переписи 2009 года | Национальный состав по переписи 2009 года | Национальный состав по переписи 2009 года | Национальный состав по переписи 2009 года | Национальный состав по переписи 2009 года |
| всего (2009)                              | белорусы                                  | белорусы                                  | русские                                   | русские                                   | поляки                                    | поляки                                    | украинцы                                  | украинцы                                  | евреи                                     | евреи                                     |
| ----------------------------------------- | ----------------------------------------- | ----------------------------------------- | ----------------------------------------- | ----------------------------------------- | ----------------------------------------- | ----------------------------------------- | ----------------------------------------- | ----------------------------------------- | ----------------------------------------- | ----------------------------------------- |
| 327 540                                   | 204 927                                   | 62,57 %                                   | 39 955                                    | 12,2 %                                    | 64 642                                    | 19,74 %                                   | 5952                                      | 1,82 %                                    | 354                                       | 0,11 %                                    |
| 327 540                                   | армяне                                    | армяне                                    | татары                                    | татары                                    | цыгане                                    | цыгане                                    | азербайджанцы                             | азербайджанцы                             | литовцы                                   | литовцы                                   |
| 327 540                                   | 324                                       | 0,1 %                                     | 355                                       | 0,11 %                                    | 4                                         | <0,01 %                                   | 366                                       | 0,11 %                                    | 331                                       | 0,1 %                                     |

### Социально-демографическая ситуация
Уровень жизни в городе является одним из самых высоких в стране за счёт своего статуса (областной центр) и географического положения (крупный транспортный узел).
Номинальная зачисленная зарплата работников Гродно на июнь 2017 года составила 813,2 белорусских рублей
Численность занятого населения Гродно на 1 августа 2017 года составила 169,7 тыс. человек. Из числа всего занятого населения 68,3 % граждан заняты в основных отраслях экономики (115,9 тыс. человек).
На 1 августа 2017 года в управлении по труду, занятости и социальной защите Гродненского горисполкома зарегистрировано 1363 безработных.
В целом, уровень преступности в Гродно один из самых низких среди крупных городов Беларуси, однако наблюдается небольшой рост количества преступлений (2888 в 2014 году, 3075 в 2015)

## Административно-территориальное деление
7 апреля 1978 года постановлением Президиума Верховного Совета БССР Гродно был административно разделён на два района: Ленинский и Октябрьский район, каждый из которых имеет собственный районный суд. До этого север центральной части города относился к району Новый Свет.
Ленинский район
Район расположен в северной части города.
Население — ↘149,1 тыс. чел. (2017)
Октябрьский район
Район расположен в южной, юго-западной и восточной частях города. В 1978 году территория района составляла 3,4 тыс. га, проживало на данной территории 86 тыс. жителей. В соответствии с Указом Президента Республики Беларусь от 19 сентября 1995 года № 383 и решением Гродненского городского исполнительного комитета от 7 февраля 1996 года № 79 Октябрьский районный исполнительный комитет преобразован в администрацию Октябрьского района города Гродно.
Население — ↗220,6 тыс. чел. (2017)

#### Город-спутник
7 мая 2014 года Президент Беларуси подписал Указ «О развитии городов спутников», согласно которому некоторым городам Беларуси был присвоен статус городов-спутников, в том числе и Скиделю, ставшему городом-спутником Гродно. В начале 2016 года был принят генеральный план развития Скиделя, которым предусмотрено строительство новых жилых кварталов, больниц, школ и детских садов с перспективой роста населения города до 17 тыс. чел. к 2025 году.

### Органы власти
Главой города является председатель городского исполнительного комитета (горисполкома).
Гродненский городской исполнительный комитет осуществляет полномочия исполнительного и распорядительного органа на основе закона от 4 января 2010 года № 108-З «О местном управлении и самоуправлении в Республике Беларусь», а также Конституции Республики Беларусь. Председатель горисполкома назначается Президентом и утверждается депутатами горсовета.
Представительной властью в Гродно является Гродненский городской Совет депутатов. Срок полномочий Совета депутатов 4 года. В состав Гродненского городского Совета депутатов входит 30 депутатов. Совет депутатов осуществляет также кураторскую деятельность над подчиняющимися ему постоянными комиссиями.
Судебную власть представлена судами: Гродненский областной суд, суд Гродненского района, суд Ленинского района г. Гродно, суд Октябрьского района г. Гродно, Экономический суд Гродненской области.

## Экономика
Число занятых в экономике жителей Гродно — около 175 тысяч человек.
Продукцию промышленные предприятия экспортирует в 70 стран мира и поддерживает экономические связи ещё с 45 государствами. Традиционными торговыми партнёрами являются Россия, Украина, Казахстан, однако Гродно экспортирует продукцию даже в такие страны, как Бахрейн, Камерун, Индонезия и другие.
Растёт количество малых организаций и микроорганизаций. На 2014 год зарегистрировано 3640 центров данного масштаба экономической деятельности, в которых занято 26760 человек.

### Промышленность
В объёмах Гродненского региона доля промышленности города составляет около 48 %.
Доминирующее положение в структуре промышленного комплекса Гродно занимает перерабатывающая промышленность. Доля обрабатывающей промышленности в объёме промышленного производства составляет 99,2 %.
В городе также расположены совместные предприятия около 70 стран мира.
Химическая промышленность
Химическое производство составляет 35,1 % от всего промышленного производства города и сосредоточено исключительно в Октябрьском районе. Практически вся доля данной отрасли (90 % промышленного производства) сосредоточена в руках крупнейшего в городе предприятия — ОАО «Гродно Азот», на долю которого приходится 39,4 % общегородского и свыше 18 % областного объёма производства промышленной продукции.
1 октября 2011 года было завершено объединение ОАО «Гродно Азот» с другим крупным химическим концерном «Гродно Химволокно».
Помимо этого в сфере химии работают такие предприятия, как «Гроднорайагросервис», «Белвторполимер», «Олика-Пак», «Биган».
Пищевая промышленность
Если в Октябрьском районе ведущей является химическая промышленность, то наибольший процентный вес среди предприятий Ленинского района составляют производители пищевых продуктов (55,7 % всей промышленности района), однако и в Октябрьском развита пищевая отрасль обрабатывающей промышленности, но лишь около 20 % от всего районного производства. От общего промышленного производства пищевая промышленность составляет 30,6 %, уступая лишь химической отрасли.
Крупнейшим представителем этой отрасли в городе является «Гродненская табачная фабрика „Неман“», производящая 96 видов сигарет, 46 из которых собственные марки для внутреннего рынка. Собственным производством табачная фабрика практически полностью прекратила импорт табачной продукции в страну.
Иными предприятиями, производящими продукцию, потребляемую в пищу, являются «Гродненский мясокомбинат», «Молочный мир», «Гродненская птицефабрика», «Гродненский ликёро-водочный завод», «Фирма ABC», «Гродненский консервный завод», «Квинфуд», «Гроднохлебпром», «Биоком», «Гроднохлебопродукт» (филиал ОАО «Агрокомбинат „Скидельский“»). В 1877—2007 годах действовал Гродненский пивзавод.
Лёгкая промышленность
Лёгкая промышленность является одной из лидирующих отраслей и в общегородском объёме промышленной продукции, и в отдельно взятых Октябрьском и Ленинском районе. Отрасль включает в себя швейное, ткацкое и текстильное производство, производство кож и кожевенных изделий.
В Гродно эта сфера производства представлена следующими предприятиями: «Конте СПА», производящее нижнее бельё и верхнюю одежду, продвигая собственную марку, является также крупнейшим производством данной сферы в городе (7,9 % от промышленности Октябрьского района), «Гродненское производственное кожевенное объединение», «Гронитекс», «Гродненская обувная фабрика „Неман“», «Швейно-торговая фирма „Элод“», «Гродненская перчаточная фабрика „Акцент“», СП «Динамо Програм», «Ювита» и «Неман-Сплав».
Машиностроительная металлообрабатывающая промышленность
Многие машиностроительные предприятия Гродно производят станки, машины и др., являясь уникальными и единственными предприятиями в стране, производящими данную продукцию.
Крупнейшими в городе предприятиями данной отрасли являются «Белкард» (Октябрьский район) и «Гродторгмаш» (Ленинский район). Иными представителями данной отрасли являются «Гродненский механический завод», «БелТАПАЗ», «Гродногазстройизоляция», «Гродторгмаш», «Радиоволна», Гродненский арматурный завод «Цветлит», «Дифа», «Облагропромэнерго».
Деревообрабатывающая промышленность
Крупнейшим предприятием деревообработки и мебельного производства в Гродно является предприятие «ЗОВ». В состав фирмы входит несколько разрозненных цехов СООО «Зов-Плита», ОАО «ЗовТрейдИнвест», ООО «ЗОВ-Древ», СООО «ЗОВ-Профиль», СООО «ЗОВ-Фасад», СООО «ЗОВ-Спектр», ООО «ЗОВ-Стекло» и головное предприятие СООО «Зов-Леневромебель». Другими производителями древесной продукции являются «Мебель Неман», «Кидмаш», «БелГро», «БелДрев» и СП «Теста».
Электроэнергетическая промышленность
Первое упоминание о применении электроэнергии в Гродно датируется 1899 годом, когда на шелкопрядильной фабрике Гуго Роднера в имении Фолюш Гродненского уезда была введена в эксплуатацию динамо-машина.
Производством электроэнергии в Гродно занимается РУП «Гродноэнерго», в состав которого входят действующие Гродненская ТЭЦ-2, Гродненская ГЭС и Северная мини-ТЭЦ. Ранее электроэнергию производила и ТЭЦ-1, которая была выведена из эксплуатации в 2000 году, снесена — в 2009.
Иные отрасли промышленности
Единственным стекольным производством в районе является ОАО «Гродненский стеклозавод», основанный в 1922 году. В настоящее время завод производит тару из зелёного стекла, армированное и узорчатое стекло, а также выпускает стеклянную тару.
Представителем целлюлозно-бумажной отрасли в городе является СООО «Эксклюзив», основанное в 1992 году.
Производство пластмассовых изделий методом литья под давлением, выдува, гибки, экструзии плёнок- СООО «ЖентиПласт». Единственное предприятие в СНГ по переработке сополимера Surlyn компании DOW (Dupont).
Производство изделий из кожи ЧУП «Художественные изделия „Макей“».
Полиграфическую деятельность в городе осуществляет Гродненская типография.

### Социально-бытовая сфера

#### Строительство и коммунальное хозяйство
Гродно обеспечивают строительными материалами, сборными железобетонными конструкциями и деталями общестроительного назначения, а также сухими строительными смесями такие предприятия, как ОАО «Гродненский КСМ», ОАО «Гродножелезобетон», ДП «Гродненский завод ЖБИ», ПТ ООО «Тайфун», ОАО «Красносельскстройматериалы».
В Гродно около 70 строительно-монтажных и ремонтных организаций. В этой отрасли трудится около 11 тысяч человек. Самыми крупными предприятиями являются: ОАО «Гродножилстрой», ОАО «Гроднопромстрой», ГОППСУП «Гроднооблсельстрой».
На текущий момент (2016) строительство многоэтажных жилых домов сконцентрировано в двух развивающихся новых районах города: Девятовка и Вишневец. Продолжается застройка микрорайонов «Девятовка-4» и «Девятовка-5», «Вишневец-3», «Вишневец-4», «Вишневец-5». Начато освоение территорий под застройку микрорайонов «Девятовка-6», «Девятовка-7» и «Вишневец-6», «Вишневец-7». За январь — март 2016 в эксплуатацию было введено 29975 м² жилья.
Всего за 2000—2017 годы общая площадь жилищного фонда города выросла с 5525,9 тыс. м² до 8856,5 тыс. м² (прирост составил 60 %). По общей площади жилищного фонда город занимает третье место в Республике Беларусь после более крупных Минска (44,9 млн м²) и Гомеля (10,8 млн м²). Обеспеченность населения жильём за 2000—2017 годы выросла с 18,1 м² на человека до 23,9 м² (второе место среди областных центров после Бреста). По итогам I квартала 2019 года средняя цена жилья в Гродно составила 622 доллара за 1 м²; по этому показателю город уступил только Минску, Солигорску и Бресту.
В Гродно работает 11 коммунальных хозяйств, обеспечивающие сохранность жилищного фонда, и 20 жилищно-эксплуатационных служб (9 в Ленинском районе, 11 — в Октябрьском). В городе также работают пять расчётно-справочных центров: два в Ленинском районе и три в Октябрьском.
Водоснабжение города обеспечивает ГУКПП «Гродноводоканал». Вода берётся из трёх подземных водозаборов, на которых эксплуатируется 113 артезианских скважин глубиной 250—300 метров. Один из водозаборов — «Гожка» — является самым крупным водозабором в Беларуси. Ежедневно Гродно потребляет до 100 тыс. м³ питьевой воды.

#### Генеральный план развития
Гродно развивается согласно генеральному плану на 20 лет, принятому в 2003 году. Согласно этому плану планируется увеличить территорию Гродно до 11 458 га. Также планируется сформировать планировочный каркас города на основе важнейших магистралей, соединяющих такие города, как Минск, Варшава и Вильнюс. Планируется перенести из жилых районов промышленные объекты, оказывающие негативное воздействие на данные районы. В зависимости от удалённости от города и количества объектов в границах Гродненского района выделяются 3 пояса сосредоточения производственно-хозяйственных функций: первый (поселения, примыкающие к городской черте), второй (крупные сельские пункты на расстоянии 5—8 км от города) и третий (связан с системой организации оздоровления, санаторно-курортного лечения, детских оздоровительных лагерей).

#### Торговля и бытовое обслуживание
На 1 января 2016 года в Гродно расположено:
- 1295 объектов розничной торговли с торговой площадью 209,6 тыс. м²
- 370 объектов общественного питания на 27,3 тыс. мест[источник не указан 3348 дней]

По состоянию на 1 января 2016 года в городе функционируют 978 объектов бытового обслуживания:
- 251 объект по техническому обслуживанию и ремонту транспортных средств (из 58 гаражных кооперативов — в 3 оказываются услуги; в устав внесены изменения всеми 58 кооперативами)
- 196 парикмахерских
- 93 мастерские по пошиву и ремонту швейных изделий
- 62 мастерских по ремонту обуви
- и др.

### Туризм
Временное проживание в городе обеспечивают 6 гостиничных комплексов: «Беларусь», «Турист», «Семашко», «Кронон Парк Отель», «Славия» и «Неман». Функционирует туристско-информационный центр, действуют специальные туристические программы. Кроме этого во всех точках города расположены заведения общественного питания (кафе, бары и т. д.).

### Свободная экономическая зона
16 апреля 2002 года Указом Президента Республики Беларусь № 208 была создана свободная экономическая зона «Гродноинвест».
Территория СЭЗ «Гродноинвест» представляет собой 12 площадок в 8 городах, общей площадью 4156,62 гектар.
- Участок № 1 сектор 1 (район «Грандичи») — 354,33 га
- Участок № 2
  - сектор 1 (район «Новая Гожа») —75,15 га
  - сектор 2 (район «Райста») — 63,79 га
- Участок № 3 сектор 1 (район «Колбасино») — 363,71 га
- Участок № 4 (район «Аульс») — 354,69 га
- Участок № 5
  - сектор 1 (район «Обухово») — 290,53 га
  - сектор 2 (д. Брузги) — 245 га
  - сектор 3 (Гродненский район) — 210 га
- Участок № 6
  - сектор 1 («Западный» г. Лида) — 173,58 га
  - сектор 2 («Северный» г. Лида) — 318,68 га
- Участок № 7
  - сектор 3 (г. Мосты) — 6,29 га
  - сектор 4 (г. Мосты) — 25,03 га
- Участок № 8 (г. Новогрудок) — 69,28 га
- Участок № 9 сектор 1 (г. Слоним) — 63,03 га
- Участок № 10 сектор 2 (г. Щучин) — 30,1 га
- Участок № 11
  - сектор 1 (г. Сморгонь) — 537,11 га
  - сектор 2 (г. Сморгонь) — 222,86 га
- Участок № 12 (г. Свислочь) — 427 га

По состоянию на 14 июля 2023 года в СЭЗ «Гродноинвест» зарегистрировано 78 резидентов с капиталом из более чем 35 стран мира. В 2023 году СЭЗ «Гродноинвест» стала первой нефинансовой организацией в Республике Беларусь с рейтингом ESG.
Согласно Указу № 220 от 26 мая 2011 года на СЭЗ «Гродноинвест» возложено управление туристско-рекреационным парком «Августовский канал».

### Городской бюджет
| Доход            | 595,93 | 1316,84 | 1763,94 | 2015,56 | 2478,45 | 2611,43 |
| Расход           | 595,93 | 1316,84 | 1763,94 | 2015,56 | 2478,45 | 2611,43 |
| Дефицит/профицит | 0      | 0       | 0       | 0       | 0       | 0       |

Как видно из таблицы бюджет города принимается бездефицитным, доходные излишки накапливаются в резервных фондах. Рост бюджета связан прежде всего с инфляцией (в долларах бюджет чаще всего уменьшается).
Доходы в бюджет города приходят по большей части из налоговых поступлений (90 %), однако имеются также неналоговые поступления (около 8 %), большая часть которых — проценты по акционерским доходам или сделкам с недвижимостью, иные поступления составляют около 2 %. Расходуется большая часть бюджета на услуги ЖКХ, здравоохранение и образование.
- Доход
- Расход

## Транспорт
Гродно является крупным транспортным узлом, расположенным на перекрестке путей, соединяющих Запад и Восток.
В городе расположен железнодорожный вокзал, который ежедневно обслуживает до 30 пар поездов (в том числе международного, внутриреспубликанского и пригородного сообщения) и до 10 тысяч человек. Вокзал принимает и отправляет поезда в такие города как Минск, Москва, Санкт-Петербург, Унеча, Витебск, Гомель, Брест, Мурманск, Белосток и др.
- Железнодорожный вокзал в 1982 году
- Железнодорожный вокзал в 2012 году на завершающих стадиях строительства
- Железнодорожный вокзал в 2016 году

На расстоянии 18 км от города расположен аэропорт «Гродно». Аэропорт имеет статус международного, который был присвоен в 1993 году. Площадь аэропорта — 225,2 гектар.
Гродно связан с другими городами автобусным сообщением. Ежедневно с гродненского автовокзала отправляется около 3750 пассажиров.
Также в Гродно находится речной порт.
Общая длина городских улиц и проездов составляет около 225 километров. В то же время протяжённость маршрутной сети городского пассажирского транспорта — более 1200 км. Маршрутная сеть представлена троллейбусами, автобусами, электробусами. Ежедневно на линиях работают 129 автобусов, 121 троллейбус и 157 микроавтобусов.
Автобусный парк является дочерним предприятием «Гроднооблавтотранс». Парк был образован в 1940 году на базе Гродненского автобусного общества. 20 января 2010 года ДУП «Автобусный парк № 1» был преобразован в РУП «Автобусный парк города Гродно». 28 декабря 2010 года РУП «Автобусный парк города Гродно» реорганизован в ОАО «Автобусный парк города Гродно».
В 2017 году насчитывалось 46 автобусных маршрутов (1-6, 8-21, 23-30, 34-41, 44-52, 58-60), а также дополнительные 8 экспрессных (16Э, 20Э, 21Э, 23Э, 25Э, 26Э, 37Э, 39Э, 40Э).
Гродненский троллейбус начал свою деятельность 5 ноября 1974 года. Подвижной состав насчитывает 141 троллейбус. В 2022 году в городе насчитывается 22 троллейбусных маршрута (1-16,19-24).
В городе также действует развитая сеть маршрутных такси, которая не дублирует автобусные и троллейбусные маршруты. На начало 2016 года работало 27 маршрутов (1Т — 36Т).

### Велодвижение
По состоянию на 2019 год велосипедная инфраструктура представляет собой около 10 велопешеходных дорожек (размеченных на тротуаре), одну велодорожку рекреационного назначения и несколько разрозненных велодорожек вдоль улиц в районах жилой застройки. Протяженность обособленных велодорожек в Гродно составляет 13,85 км (+5 км по сравнению с началом 2017 года). В 2013 году на многих тротуарах Гродно появилась разметка, назначение которой — разделить потоки велосипедистов и пешеходов. Примерная протяженность велопешеходных дорожек (размеченных на тротуаре) — 18,8 км (+1,2 км по сравнению с началом 2017 года). Первые два велопереезда организованы в июле 2019 года при строительстве велодорожки по проспекту Я. Купалы.
С 2016 года ведётся работа по обеспечению безбарьерной среды в местах пересечения тротуаров с проезжей частью (понижению бордюров). По причине необходимости выполнения большого объёма работ и ограниченного финансирования данные работы ведутся поэтапно. Количество велопарковок в Гродно около социально-значимых объектов составляет более 350 штук.
В городской черте разработан рекреационный велосипедный маршрут No 412 «Меловые горы», часть которого является асфальтированной велосипедной дорожкой в лесопарке Пышки (маршрут No 418 «Тропа Здоровья»). С июля 2018 года с автовокзала в Гродно на Августовский канал (шлюз Домбровка) курсирует автобус с креплениями для велосипедов. За один раз автобус может перевезти 5 велосипедов. Крепление подобрано и установлено ОАО «Автобусный парк города Гродно» в тестовом режиме.
В сентябре 2019 года велосипедный бизнес в Гродно представляли 9 веломагазинов, 9 ремонтных веломастерских, 11 велопрокатов.

## Образование
- Гродненский государственный медицинский университет
- Гродненский государственный университет имени Янки Купалы
- Гродненской торговый колледж

6 апреля 1834 года была открыта Гродненская гимназия в которую поступило 64 ученика. Гимназии были переданы кабинеты и библиотека упразднённого учебного заведения находящимся в управлении доминикан, и сверх того было передано 150 червонцев завещанных помещиком Тучинским в пользу библиотеки.
В Гродно работает 91 учреждение дошкольного образования, 43 учреждения общего среднего образования, включая 10 гимназий, 1 кадетское училище и 1 лицей, где обучается более 37 тысяч учащихся. Также работает 5 учреждений специального образования, 2 социально-педагогических учреждения, 3 учреждения дополнительного образования детей и молодёжи и 2 межшкольных учебно-производственных комбината трудового обучения и профориентации.
В учреждениях дошкольного образования воспитывается около 18 тысяч детей в возрасте до 6 лет. В учреждениях функционируют 26 бассейнов и 86 спортивных залов. В учреждениях среднего образования обучается более 32 500 учащихся. 1 сентября 2011 года в микрорайоне Вишневец-3 открылась новая школа на 930 ученических мест.
Для обучения и воспитания детей с особенностями психофизического развития было создано учреждение образования «Государственный центр коррекционно-развивающего обучения и реабилитации города Гродно», функционируют 6 специальных детских садов, 2 вспомогательные школы, спецшкола-интернат для детей с нарушениями зрения, а также спецшкола для детей с нарушениями слуха.
В Гродно работают 9 учебно-спортивных учреждений системы образования и 2 межшкольных учебно-производственных комбината. В городе также расположены детский дом, Государственный городской социально-педагогический центр и 3 детских дома семейного типа.
В Гродно 4 высших учебных заведения — 3 государственных и 1 негосударственное. Государственными являются УО «Гродненский государственный университет имени Янки Купалы», УО «Гродненский государственный аграрный университет», УО «Гродненский государственный медицинский университет». Филиал частного учреждения образования «БИП — институт правоведения» являлся негосударственным высшим учебным заведением (закрыт в 2024 г..
В городе 4 школы искусств (две из них — музыкальные, две — многопрофильные школы искусств).
Досуг и дополнительное образование обеспечивают центры творчества «Спектр» «Прамень», кружки и секции на базе учреждений образования.
В городе 1 центральная библиотека — Гродненская центральная городская библиотека имени А. Макаёнка — и 14 её филиалов, включая 6 детских библиотек, 6 взрослых библиотек и 2 специальные библиотеки (Филиал № 12 и библиотека польской литературы Городской централизованной библиотечной системы города Гродно).

## Здравоохранение
Амбулаторно-поликлиническая помощь:
- Центральная городская поликлиника(бывшая № 2);
- Городская поликлиника № 1;
- Городская поликлиника № 3;
- Городская поликлиника № 4;
- Городская поликлиника № 5;
- Городская поликлиника № 6;
- Городская поликлиника № 7;
- Городская детская поликлиника № 1;
- Городская детская поликлиника № 2.

В Гродно работают 15 больниц, оказывающие стационарную помощь населению города и области:
- Городская клиническая больница № 1
- Городская клиническая больница № 2
- Городская клиническая больница № 3
- Городская клиническая больница № 4
- Больница скорой медицинской помощи (БСМП)
- Гродненская областная детская клиническая больница (ГОДКБ)
- Гродненская областная клиническая больница (ГОКБ)
- Гродненская областная инфекционная клиническая больница
- Гродненский областной клинический кардиологический центр
- Гродненский областной эндокринологический диспансер
- Гродненской областной клинический перинатальный центр
- Гродненский областной клинический центр «Фтизиатрия»
- Гродненский областной клинический центр «Психиатрия-наркология»
- Гродненский областной Дом ребёнка
- Гродненский областной центр медицинской реабилитации для детей-инвалидов

В состав гродненской системы здравоохранения входят также 6 женских консультаций, 2 амбулатории, 15 фельдшерско-акушерских пунктов.
На базе городских стационаров развёрнуты областные центры на функциональной основе, в том числе по эндоскопической гинекологии, травматологический, нейрохирургический и центр гастродуоденальных кровотечений.
В городе также функционирует Центр красоты и здоровья, в котором с 2008 года проводятся пластические операции.
Аптечная городская сеть представлена 59 государственными аптеками, и 74 коммерческими.
В 2007 году после реставрации на базе Гродненского областного роддома был открыт Гродненский областной клинический перинатальный центр. В 2008 году сотрудниками центра был создан Музей развития акушерской службы Гродненской области.

## События и мероприятия

### События
- В 2014 году Гродно объявлен Культурной столицей Республики Беларусь[206].
- 18 мая 2019 года Гродно принял эстафету огня II Европейских игр[207].
- В 2021 году Гродно присуждён статус «Молодёжная столица Беларуси-2021»[91].
- 7-9 сентября 2023 года День города Гродно[96]. Гродно отмечает 895-летие[97][98][99][100][101].
- 9 сентября 2023 года — Республиканская акция «Символ Единства 2023»[208]

### Мероприятия
- В 2022 году прошёл IX Форум регионов Беларуси и России «Роль межрегионального сотрудничества в углублении интеграционных процессов Союзного государства»[209]
- С 4 по 14 августа 2023 года в Беларуси прошли II Игры стран СНГ 2023[93]. Состязания пройдут в 11 городах Беларуси по 20 видам спорта. Гродно определён местом проведения Игр по хоккею на траве и тяжёлой атлетике (Указ Президента Республики Беларусь от 13 мая 2023 года № 134)[94][95].

### Фестивали
- «Хавайся ў бульбу»[бел.] — ежегодный рок-байк фестиваль (проходил в начале июня), с 2020 года не проводится
- «Коложский Благовест» — фестиваль церковных песнопений
- Международный фестиваль фортепианной музыки — проходит ежегодно
- Республиканский фестиваль национальных культур — проходит каждые два года
- Республиканский фестиваль театральной молодёжи — проходит ежегодно
- «Студенческая весна» — ежегодный фестиваль
- «Зялёны Гран-Пры» — ежегодный фестиваль авторской песни и поэзии

## Культура и искусство
В 21 клубном учреждении города работает более 220 коллективов, кружков, а также студий художественной самодеятельности. В них занимаются около 6500 детей и взрослых. Из 83 творческих коллективов звание «народный» носят 39, «образцовый» — 43, «профессиональный» — 1.
В Гродно расположен Центр ремёсел «Наследие» ГУ «Гродненский городской центр культуры».
В 2001 году Гродненский облисполком учредил премию Александра Дубко — губернатора Гродненщины — за лучшие творческие достижения в сфере культуры. Этой премией были награждены 84 человека.

### Музеи и галереи
Гродно является городом-музеем. Активно проводится обсуждение на присвоение городу статуса «Гродно — город-музей Республики Беларусь».
На территории города насчитывается 7 музеев:
- Гродненский государственный историко-археологический музей
  - Литературный отдел «Музей Максима Богдановича»
  - Музей истории Городницы
  - Новый замок
  - Старый замок
- Гродненский государственный музей истории религии
- Мемориальная комната-музей Элизы Ожешко
- Литературный музей Зофьи Налковской
- Музей современного народного творчества Гродненщины
- Музей-аптека
- Музей городского быта и истории г. Гродно
- Филиал «Гродненский выставочный зал» ГУ «Гродненский городской центр культуры»
- Филиал «Культурный центр „Фестивальный“» ГУ «Гродненский городской центр культуры»
- Галерея «Тизенгауз»
- Галерея «У Майстра»
- Музей-галерея «Гришук Арсенал»

Гродненский государственный историко-археологический музей основан в 1920 году по инициативе археолога Юзефа Ядковского. На настоящее время фонд музея насчитывает около 190 000 экспонатов. Основная часть музея расположена в Старом замке. В Старом замке постоянными экспозициями являются: «Древнейшие памятники Понеманья», «Гродно, открытый археологами», «История и культура края в XIII—XIX вв.», «Гродненская старина», «От первой до второй мировой войны», «Гродненщина в годы Великой Отечественной войны», «Природа края».
В Новом замке постоянными экспозициями являются «Новый замок. События и судьба», «Сохранённые ценности», «Удивительный мир природы. Обитатели суши и океанов», «Оружие минувших столетий».
Гродненский государственный музей истории религии был основан в 1977 году и открыт для посетителей только в 1985 году. В 2009 году музей был отреставрирован, а в январе 2011 года открылась первая очередь экспозиции «Религия и культура Беларуси». В фонде музея хранится 78 тысяч экспонатов.
Музей Максима Богдановича был открыт в 1986 году, как отдел Гродненского государственного историко-археологического музея. 3 февраля 2010 года музей был зарегистрирован как отдельная единица. В фонде музея 10 827 экземпляров.

Художественное искусство представлено различными галереями и выставочными залами: Гродненский выставочный зал, галерея «Тизенгауз», галерея «У Майстра», а также непрофессиональное объединение «Городенский колорит».
Гродненский выставочный зал был образован в 2004 году. Площадь зала составляет 250 м².

### Театры
В городе два театра: Гродненский областной драматический театр и Гродненский областной театр кукол.
Гродненский областной драматический театр был создан в октябре 1947 года. Проект нового здания театра был разработан государственным институтом по проектированию театрально-зрелищных предприятий «Гипротеатр».
Гродненский областной театр кукол был основан в 1980 году в здании, построенном в XVIII веке князем Станиславом Понятовским. В 2003 году творческий коллектив театра кукол был отмечен специальной премией Президента Беларуси «За развитие международных культурных связей». Гродненский областной театр кукол отмечает свой «день рождения» три раза в году: 2 февраля, 1 и 11 ноября.

## Архитектура
Развитие Гродно шло вдоль рек от Старого замка на восток и на север. Планировка улиц не имела регулярной системы, а была привязана к рельефу и к важнейшим компонентам города: к торговой площади и замку. На торговую площадь выходили семь основных улиц Гродно.
В центре города сохранились памятники древнерусского зодчества, готики, ренессанса и барокко, классицизма, псевдоготики, русской архитектуры, модерна и конструктивизма. Постройки в центре представляют собой, в основном, двух- и трёхэтажные жилые дома с мансардами.
Гродно — один из немногих белорусских городов, сохранивших большую часть исторических построек, так как во время Великой Отечественной войны Гродно был захвачен немецкими войсками за три дня и не подвергся значительным разрушениям. В 1944 году, во время операции «Багратион», Красная армия захватила город без сопротивления со стороны немецких войск. В Государственный список историко-культурных ценностей Республики Беларусь включён 331 объект в Гродно.
В публикациях специалистов указано, что исторический центр города имеет значительную ценность. Согласно В. И. Кудряшову:

Среди древних белорусских городов Гродно выделяется разнообразием и значительностью своего архитектурного наследия. В этом городе сосредоточены памятники различных эпох и стилей. — Кудряшов. В. И. Гродно. Москва, 1960.
По мнению Е. Е. Асноревского

Историческая часть Гродно уникальна в масштабе всей Восточной Европы, благодаря тому, что тут, в той или иной степени, сохранились выдающиеся памятники XII, XV, XVI, XVII, XVIIII и XX веков. Подобного комплекса значительных объектов зодчества, с настолько хронологически разнесёнными и разнообразными в плане стиля элементами, нет даже в крупных и старых культурных центрах региона, таких как Львов и Москва. — Асноревский Е. Е. Гродно — столица, которая осталась, 2021 — ISBN 978-5-00-553791-1
При этом архитектурные ансамбли города понесли значительные потери в результате войн и действий городских администраций в мирное время. Были утрачены целые кварталы исторической застройки, среди прочего уникальный еврейский район «Школьный двор», а также ценные городские доминанты, такие как Фара Витовта, костёл доминиканцев, дворец Тизенгауза, костёл бернардинок, дворец Радзивиллов на главной площади, дворец Огинских, ратуша.

## Достопримечательности
Исторический центр города занимает площадь 300 гектаров. Гродно — единственный в Беларуси город, в котором очертания исторического центра сохранились в неизменном виде. Исторический центр Гродно — памятник архитектуры XVIII—XIX веков. Градостроительная композиция центра формировалась с учётом природного ландшафта — холмов, пойм рек и оврагов.
Старый замок был построен в конце XI века и перестраивался до XIX века включительно. Замок является одним из древнейших памятников архитектуры в Беларуси.
Борисоглебская (Коложская) церковь — одно из пяти полностью или частично сохранившихся архитектурных сооружений домонгольского периода в Беларуси. Расположена на высоком берегу реки Неман. Она сохранилась не полностью, так как в 1853 году в результате оползня частично обрушились стены; до нашего времени также не дошли первоначальная главка и своды. При реставрации в 1870 году были открыты домонгольские фрески в конхах. Также планируется внести церковь в список памятников всемирного наследия ЮНЕСКО по категории «Zero».
Лютеранская кирха — памятник архитектуры начала XIX века. Построена в стиле неоготики.
Рождество-Богородичный монастырь был построен в 1720 году архитектором Я. Фонтана III на месте деревянного униатского храма. В первой половине XIX века храм, который был на территории монастыря, был передан православной церкви и до 1960 года в здании действовал женский монастырь, который возобновил свою деятельность в 1992 году.
Фарный костёл Святого Франциска Ксаверия — Кафедральный собор католического Гродненского диоцеза. Интерьер украшает многофигурная композиция в алтаре и опорные столбы, украшенные декоративными колонками иконостасов, выполненными целиком из дерева. Фресковая роспись (1752) состоит из многосюжетных композиций, расположенных в арочных нишах и сводах.
Новый замок был построен в 1734—1751 годах во время правления польского короля Августа III как его летняя резиденция. В одной части дворца находились королевские покои, в а другой — помещения, предназначенные для заседаний сейма. Для нужд сейма во дворе также в 1726 году было построено специальное здание.
Наблюдательные посты фортовой группы № 12 на территории бывшей д. Лапенко в микрорайоне Грандичи г. Гродно —  Историко-культурная ценность Республики Беларусь, 

### Республиканский фестиваль национальных культур
Раз в два года в Гродно проводится Республиканский фестиваль национальных культур, в котором обычно принимают участие до 140 национальностей. Фестиваль проводился в 1996 году, в 1998 году, в 2000 году, в 2002 году, в 2004 году, в 2006 году, в 2008 году, в 2010 году, в 2012 году, в 2014 году, в 2016 году, в 2018 году. Во время проведения III Республиканского фестиваля национальных культур, он получил статус «Всебелорусского». За время проведения фестивалей в нём участвовали такие коллективы, как Государственный народный хор имени Цитовича, Государственный ансамбль «Песняры», Варшавский духовой оркестр и ансамбль песни, музыки и танца «Белые Росы», жюри возглавляли лауреат Государственной премии Михаил Дриневский и премьер-министр Республики Беларусь Сергей Сидорский. В VII Республиканском фестивале национальных культур участвовало 57 групп, объединявших людей 27 национальностей, а также насчитывалось столько же национальных подворий.

### Отражение города в искусстве
В Гродно снимали такие фильмы, как «Белые росы», «В августе 44-го…», «Бабий Яр», «Смерш» и «Застава Жилина», «Днепровский рубеж», «Покушение», «Чаклун и Румба», «Реформатор», «Краков», «Слон», «Предатель», «Миколка-паровоз», «Я родом из детства», «Годен к нестроевой», «Рудобельская республика», «Иван Макарович», «Ищу человека», «Кортик», «Бронзовая птица», «Семейные обстоятельства», «Дожди пройдут по всей территории», «Возьму твою боль», «Мёд осы», «Мама, я жив», «Зелёные фрегаты», «Могила льва», «Найти и обезвредить», «Меня зовут Арлекино», «Осенние сны», «С юбилеем подождём», «Я принимаю решение», Кооператив «Политбюро», или Будет долгим прощание.
В романе Льва Николаевича Толстого «Война и мир» описывается переправа французских войск через Неман, в районе Гродно.

## Гродненский зоопарк
Гродненский зоопарк является первым зоопарком на территории современной Беларуси. Первоначально назывался Ботаническим садом и был основан в 1927 году Яном Кахановским.
По состоянию на январь 2012 года близится к концу масштабная реконструкция зоопарка, решение о строительстве было принято Гродненским облисполкомом в 2002 году. Деньги на строительство получены большей частью из Фонда охраны природы и частично из областного бюджета.

## Спорт
В Гродно работают 48 спортивных клубов и 204 коллектива физической культуры. Также в городе работают два центра физкультурно-оздоровительной работы: «Олимпия» (Ленинский район) и «Принёманский» (Октябрьский район). В городе также работают ГУ «Гродненский центр олимпийского резерва по хоккею с шайбой», легкоатлетический манеж, физкультурно-оздоровительный комплекс с аквапарком. В распоряжение жителей предоставлено 2 стадиона, 109 спортивных залов и 333 плоскостных площадок, 11 плавательных и 45 мини-бассейнов, 32 стрелковых тира и 219 приспособленных помещений для занятий спортом. В феврале 2014 года под Гродно (в районе Коробчиц) сдан в эксплуатацию горнолыжный комплекс.
В гродненских ДЮСШах, а также в училище олимпийского резерва, в школе высшего спортивного мастерства и на факультете физической культуры ГрГУ занимается около 13 тысяч человек. Всего в городе работают 20 ДЮСШ.
В Гродно базируется футбольный клуб «Неман», который является серебряным призёром Чемпионата Беларуси 2002 года и обладателем Кубка Беларуси 1993 года. Хоккейный клуб «Неман», который является семикратным Чемпионом Беларуси, базируется в Гродненском Ледовом дворце спорта.

## Связь и средства массовой информации

### Телевидение
12 декабря 1968 года в Гродно создаётся Гродненская областная студия телевидения. С 18 мая 1980 года передачи начинают выходить в цветном изображении. Также в Гродно вещает телерадиовещательный канал «Гродно Плюс». В Гродно транслируется пакет цифрового телевидения, в который входят такие каналы, как «Беларусь-1», «Беларусь-2», «ОНТ», «СТВ», «НТВ-Беларусь», «РТР-Беларусь» и «Мир». Охват территории Гродненского района цифровым телевещанием составляет 100 %.Также вещают два цифровых мультиплекса в DVB-T2. Имеется сеть кабельного телевидения «Гарант».

### Периодические издания
В 1775—1796(?) годах в Гродно работала Гродненская королевская типография.
В Гродно издаются около 15 газет и журналов: «Гродзенская праўда», «Вечерний Гродно», «Милицейский вестник», «Из рук в руки», «Звезда», «Перспектива», «Советская Белоруссия» и др.
«Гродзенская праўда» начала издаваться с октября 1939 года. Награждена в 1982 году орденом Дружбы народов. Выходит на русском и белорусском языках, общим тиражом около 70 тысяч экземпляров. «Вечерний Гродно», как и «Гродзенская праўда», выходит на русском и белорусском языках, тиражом в 31 000 экземпляров (2007).

## Города-побратимы
Городами-побратимами Гродно являются 16 городов, 1 городской округ и 1 район.
| Герб | Город                     | Страна      | Дата заключения побратимского договора | Примечания |
| ---- | ------------------------- | ----------- | -------------------------------------- | --- |
|      | Белосток                  | Польша      | с 1960 до 2022                         | Города были заинтересованы в развитии культурных и туристических отношений                                                                                         |
|      | Лимож                     | Франция     | 1978 год                               | Связаны отношениями в образовательной сфере; в честь города названа одна из улиц Гродно                                                                            |
|      | Минден                    | Германия    | 1991 год                               | Развито сотрудничество в образовательной сфере |
|      | Друскининкай              | Литва       | 2001 год                               | Налажено сотрудничество в транспортной и туристической сферах |
|      | Химки                     | Россия      | 2005 год                               | Налажены связи в культурной и торгово-экономической областях |
|      | Дзержинск                 | Россия      | сентябрь 2005 года                     | Развиты экономические связи (преимущественно в химической отрасли)                                                                                                 |
|      | Щукино                    | Россия      | 2006 год                               | Развиты научные и торгово-экономические связи |
|      | Вологда                   | Россия      | 2007 год                               | Развиты связи в экономической сфере |
|      | Лаздияй                   | Литва       | ноябрь 2008 года                       | Развивается сотрудничество в сфере экономики (в том числе СЭЗ «Гродноинвест»), культуры, экологии                                                                  |
|      | Чебоксары                 | Россия      | июнь 2009 года                         | Ежегодно проходят совместные экономические форумы представителей обоих городов                                                                                     |
|      | Алитус                    | Литва       | июнь 2009 года                         | Идёт сотрудничество между литовской и белорусской торгово-экономическими палатами, творческие коллективы Алитуса — частые участники фестиваля национальных культур |
|      | Слупск                    | Польша      | июль 2010 года                         | Развиты преимущественно историко-культурные связи |
|      | Ашкелон                   | Израиль     | 21 февраля 2011 года                   | Намечены совместные проекты в торгово-экономической, образовательной, медицинской сферах                                                                           |
| —    | Луннань (городской округ) | Китай       | 11 мая 2015 года                       | Город обладает нефтехимических и металлургическим потенциалом, договор о побратимстве заключён на 5 лет                                                            |
|      | Туапсинский район         | Россия      | 15 ноября 2012 года                    | Сотрудничество базируется на совместном использовании природных, экономических и технических ресурсов                                                              |
|      | Кралево                   | Сербия      | 15 ноября 2012 года                    | Города заинтересованы в совместном торгово-экономическом и культурном сотрудничестве                                                                               |
|      | Тамбов                    | Россия      | 5 февраля 2015 года                    | Налажено сотрудничество в сфере промышленности, науки и туризма |
| —    | Ранчо Кордова             | США         | 22 января 2016 года                    | Заключено партнёрство в сферах культурного и торгово-экономического сотрудничества                                                                                 |
|      | Ухта                      | Россия      | 22 сентября 2017 года                  | Развиты торгово-экономических, научно-технических и культурных связей                                                                                              |
|      | Габала                    | Азербайджан | 16 мая 2024 года                       | — |
|      | Омск                      | Россия      | 26 июня 2025 года                      | — |

## Международная деятельность
| Изображение | Государство | Вид представительства          | Глава представительства     | Адрес и район Гродно               | Сайт    |
| ----------- | ----------- | ------------------------------ | --------------------------- | ---------------------------------- | ------- |
|             | Литва       | Генеральное консульство Литвы  | Генадиюс Мацкялис           | ул. Василька, 3 Ленинский район    | [ 268 ] |
|             | Польша      | Генеральное консульство Польши | и. о. Збигнев Прухняк       | ул. Будённого, 48а Ленинский район | [ 269 ] |
|             | Украина     | Почётное консульство Украины   | Байко Валентин Валентинович | ул. Замковая, 7 Ленинский район    | [ 270 ] |

- Город является членом Международной Ассамблеи столиц и крупных городов, в также поддерживает связи с Союзом балтийских городов; осуществляет совместную деятельность с польским городом Сувалки и российским Калининградом по созданию культурных проектов[источник не указан 3348 дней].

## Экология
В 2008 году в Гродно был зарегистрирован самый низкий уровень загрязнения воздуха в Беларуси, при этом наибольшее количество загрязняющих веществ в атмосферу попадает от автотранспорта (около 70 % от общего объёма загрязнений). К 2010 году город занимал пятое место, выбрасывая в воздух загрязнения объёмом около 16 тысяч тонн. По состоянию на январь 2012 года объём загрязнений уменьшился до 13,2 тысяч тонн.
К 2015 году уровень выбросов в городе составил примерно 10 тысяч тонн.

## Почётные жители
Почётными гражданами Гродно по состоянию на май 2012 года являются 33 человека.
Согласно решению Гродненского городского Совета депутатов от 29 декабря 2007 года под номером 43 утверждено Положение о Книге Славы города Гродно. В Книгу вносятся жители Гродно, внёсшие значительный вклад в социально-экономическое развитие, своим подвигом прославившие Гродно, удостоенные званий «Герой Советского Союза», «Герой Социалистического Труда» и полные кавалеры орденов Славы, Трудовой Славы.
По состоянию на май 2012 года в Книге славы находятся 16 человек.

## Комментарии
1. ↑  Согласно Шведу, летописная запись рус. Городенъ в белорусском произношении переходит в Горадзен
2. ↑  Специальная библиотека для слабовидящих и инвалидов по зрению.